# São Miguel (Lisboa)
São Miguel era una freguesia portuguesa del municipio de Lisboa, distrito de Lisboa.

## Historia
Fue suprimida el 8 de noviembre de 2012, en aplicación de una resolución de la Asamblea de la República portuguesa al unirse con las freguesias de Castelo, Madalena, Mártires, Sacramento, Santa Justa, Santiago, Santo Estêvão, São Cristóvão e São Lourenço, São Nicolau, Sé y Socorro, formando la nueva freguesia de Santa Maria Maior.

## Patrimonio
- Igreja de San Miguel de Alfama